# Ла-Брийан
Ла-Брийа́н (фр. La Brillanne, окс. La Brilhana) — коммуна во Франции, находится в регионе Прованс — Альпы — Лазурный Берег. Департамент коммуны — Альпы Верхнего Прованса. Входит в состав кантона Пейрюи. Округ коммуны — Форкалькье.
Код INSEE коммуны — 04034.

## Население
Население коммуны на 2008 год составляло 894 человек.
| 1962 | 1968 | 1975 | 1982 | 1990 | 1999 | 2008 |
| ---- | ---- | ---- | ---- | ---- | ---- | ---- |
| 492  | 521  | 591  | 573  | 649  | 765  | 894  |

## Климат
Климат средиземноморский. Зимы прохладные, с частыми заморозками, лето жаркое и сухое, иногда с грозами. Ла-Брийан не имеет своей метеостанции, ближайшая находится в Орезоне.
| Показатель                                                              | Янв. | Фев. | Март | Апр. | Май  | Июнь | Июль | Авг. | Сен. | Окт. | Нояб. | Дек. | Год   |
| ----------------------------------------------------------------------- | ---- | ---- | ---- | ---- | ---- | ---- | ---- | ---- | ---- | ---- | ----- | ---- | ----- |
| Средний суточный максимум, °C                                           | 8,4  | 10,4 | 13,5 | 16,8 | 20,9 | 24,9 | 29,0 | 28,4 | 24,6 | 19,2 | 12,8  | 9,1  | 18,2  |
| Средняя температура, °C                                                 | 4,0  | 5,4  | 7,9  | 11,0 | 14,7 | 18,5 | 21,9 | 21,3 | 18,1 | 13,5 | 8,0   | 4,8  | 12,4  |
| Средний суточный минимум, °C                                            | −0,4 | 0,5  | 2,3  | 5,2  | 8,4  | 12,0 | 14,8 | 14,3 | 11,7 | 7,8  | 3,2   | 0,4  | 6,7   |
| Норма осадков, мм                                                       | 51,8 | 58,2 | 58,0 | 67,2 | 73,4 | 61,3 | 40,7 | 61,3 | 59,3 | 81,5 | 64,6  | 58,8 | 735,8 |
| Источник: Archives climatologiques mensuelles - Saint-Auban (1961-1990) |      |      |      |      |      |      |      |      |      |      |       |      |       |

## Экономика
В 2007 году среди 500 человек в трудоспособном возрасте (15—64 лет) 361 были экономически активными, 139 — неактивными (показатель активности — 72,2 %, в 1999 году было 68,4 %). Из 361 активных работали 310 человек (169 мужчин и 141 женщина), безработных было 51 (23 мужчины и 28 женщин). Среди 139 неактивных 40 человек были учениками или студентами, 46 — пенсионерами, 53 были неактивными по другим причинам.

## Достопримечательности
- Подвесной мост через реку Дюранс (285 м в длину и 6 м в ширину)
- Руины замка
- Церковь Сент-Агат (XVII век)

## Фотогалерея

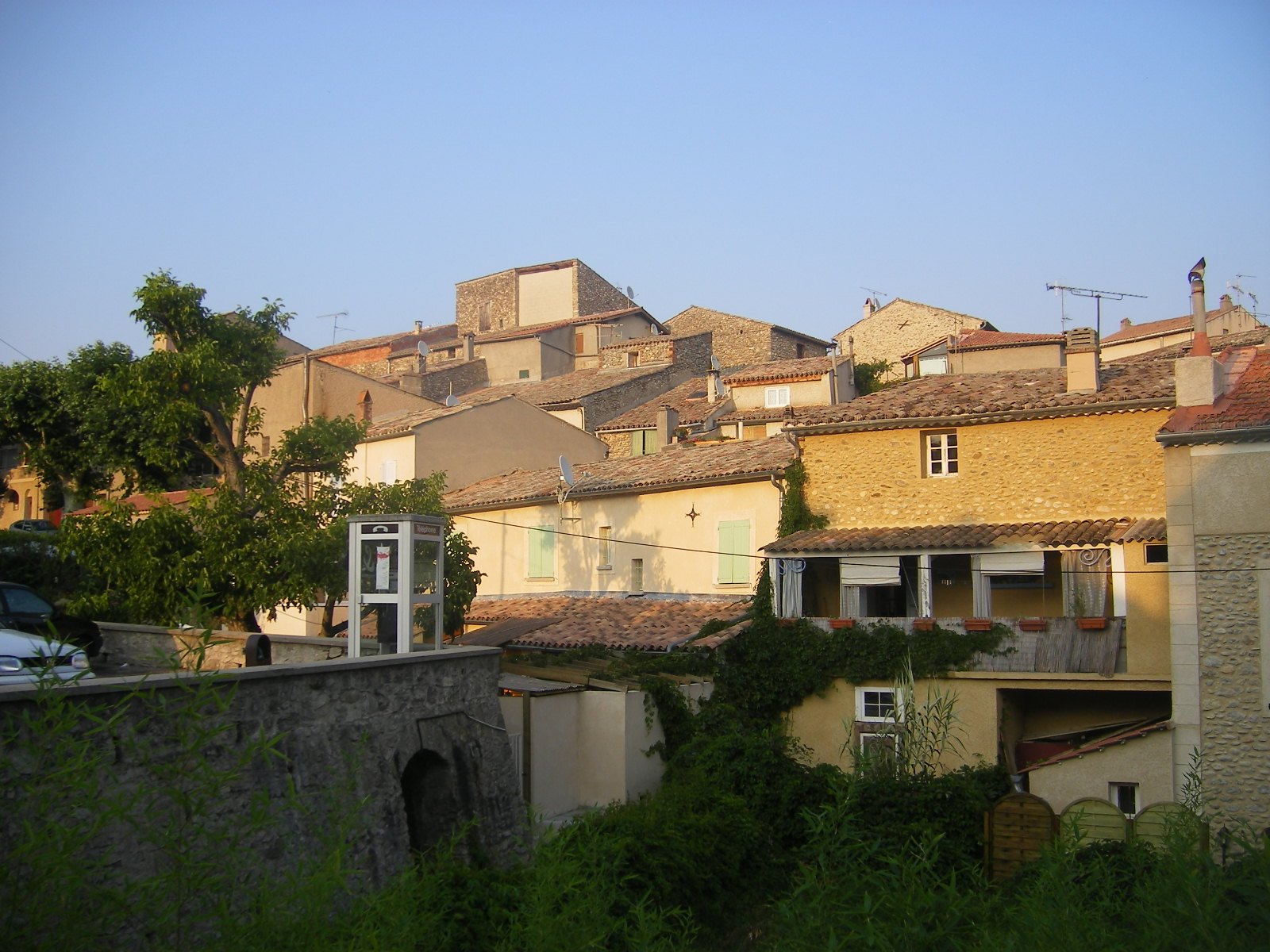
Ла-Брийан
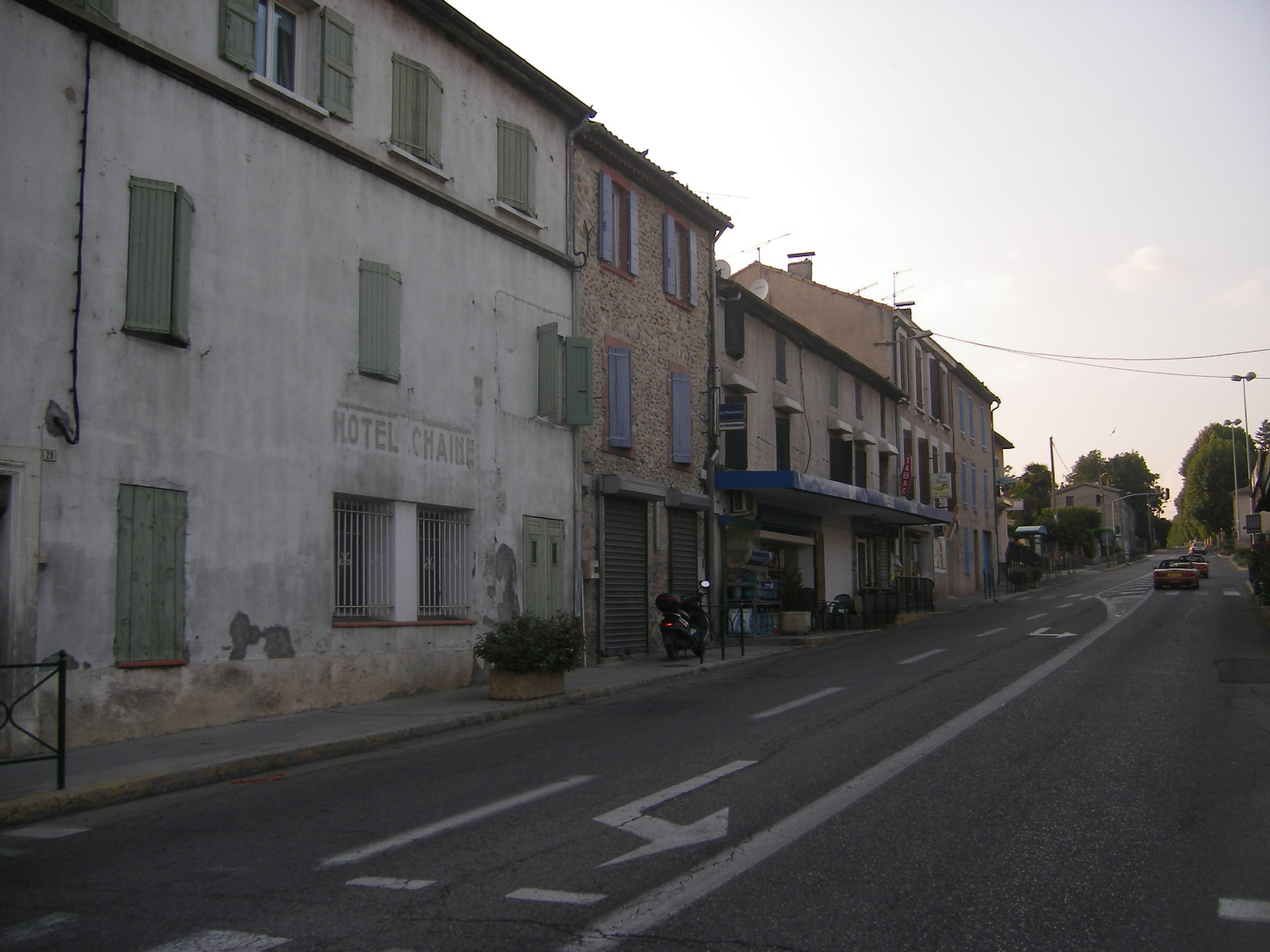
Ла-Брийан
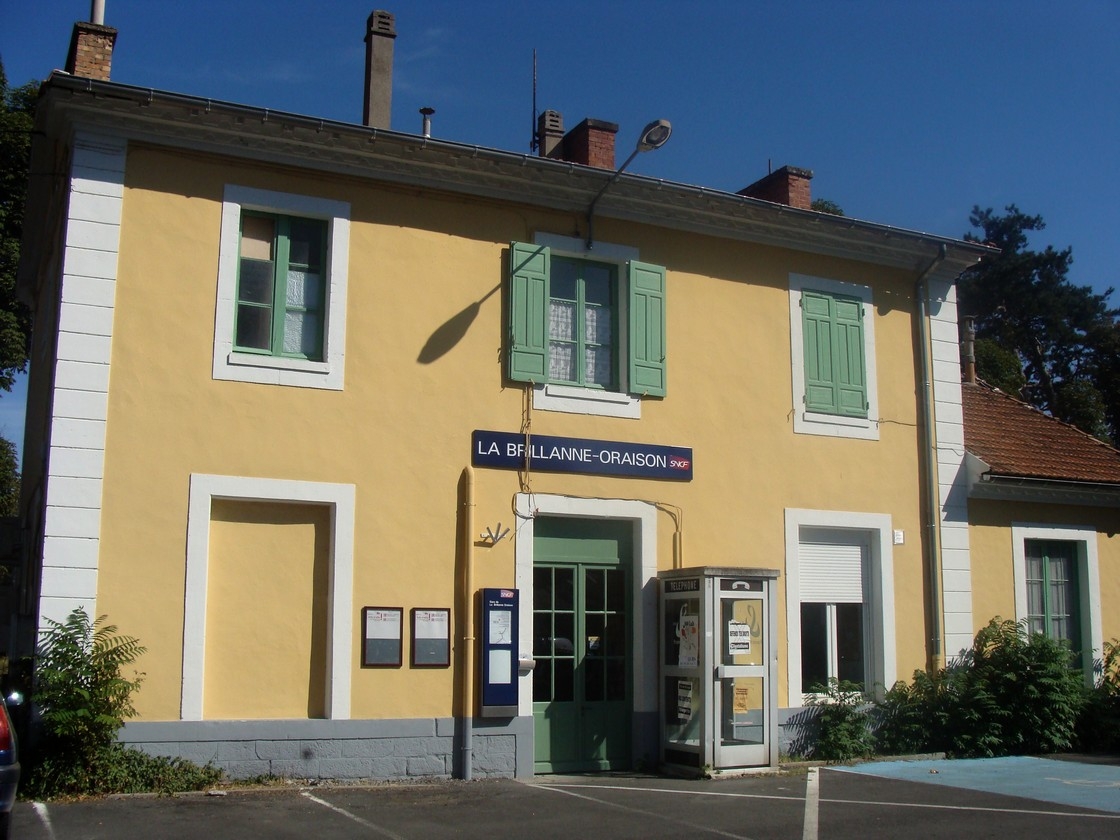
Вокзал